# Access Bars
Access Bars (nebo Access Conciousness Bars) je metoda alternativní medicíny, která se zaměřuje na masáž různých bodů na hlavě (tzv. bar points).

## Historie
Tato metoda byla vynalezena roku 1995 v USA Garym Douglasem a Dainem Heerem, bývalým chiropraktikem, který se stal specialistou na „mentální koučink“. Douglas tvrdí, že „kladl otázky Vesmíru“ a že v důsledku toho získal „schopnosti média“, které mu umožnily nalézt „32 bodů na hlavě“ nazvaných Bar points. Douglas si pak údajně uvědomil, že Barové body jsou nástrojem, který může pomoci lidem na této planetě fungovat jiným způsobem, a proto se rozhodl „nabídnout kurzy, aby posílil a usnadnil výběr a možnosti ostatním“, a založil organizaci Access Consciousness. V roce 2010 se tato metoda objevila ve Francii a mnoho certifikovaných lektorů působí i v České republice.

## Popis

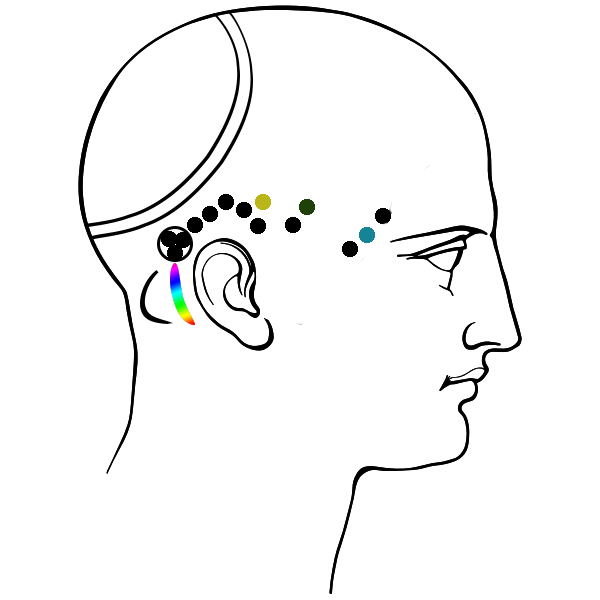
Mapa části tzv. bars points na lidské hlavě

Podle Garyho Douglase existuje 32 energetických pruhů, které se pohybují skrz a kolem lidské hlavy. Tyto pruhy se spojují v konkrétních "bars-místech" a korelují do různých oblastí a aspektů života, jako je sexualita, peníze, moc, vědomí, léčení, ale také prostorové a časové tunely, „reaktivace“, „opékač stárnutí“ atd. „Během sezení Access Bars se praktik jemně dotýká těchto bodů a uvolňuje elektromagnetický náboj všech myšlenek, představ, postojů, rozhodnutí a domněnek, které mohou (člověka) limitovat v té konkrétní oblasti života.“
Údajné benefity terapie:
- Uvolnění starých přesvědčení a vzorců chování
- Odstranění psychických problémů jako je deprese, úzkosti, strachy, fobie
- Odstranění bolestí různých částí těla
- Uvolnění stresu a napětí
- Pomoc při obtížných životních situacích
- Odbourání únavy a vyčerpanosti, zvýšení životní energie
- Odstranění nemocí jako jsou migrény, alergie, astma, ekzémy
- Snížení hyperaktivity u dětí a také odstranění řečových vad (např. koktání)
- Vede k celkovému rozvoji osobnosti na psychické i fyzické úrovni
- Vhodná pro autisty a lidi s Alzheimerovou chorobou

## Kritika

### Princip a filozofie
Koncept Bar points, kombinující akupresuru a čakry, nemá žádný vědecký základ, není založen ani podložen lékařskými či vědeckými důkazy, a proto je považován za pseudovědu.

Přímo na stránkách Access Consciousness v sekci „Jak funguje?“ se o principu metody nepíše vůbec nic, jen že „Access Bars pomohlo tisícům lidí změnit mnoho aspektů jejich života“. Podle interního dokumentu, určenému pro praktiky první úrovně, je základem nutnost „osvobodit se“ přijetím „všeho, co si myslíme, co cítíme, věříme nebo soudíme.“ Dokument následně podrobně popisuje každý bar, jako by se jednalo o „pevný disk vašeho počítače“, který lze během relace vymazat, a srovnává metodu s vymazáním „počítačového viru“. Stručně je diskutován koncept „entit“, které okupují lidská těla.
Druhý dokument slibuje vymazat klientovi minulost, paměť a mozek, aby ho naučil „jiné věci“ a hovoří o „nukleových koulích“ a „dětských bublinkových trubicích.“

Propaguje také homeopatii a Bachovu květovou terapii.

### Vzdělávání
Stejně jako scientologická církev, od níž se částečně inspirovala, má technika Access Bars digitální obchod, kde nabízí knihy, kurzy, členství . Například získání certifikace facilitátora (certifikovaného trenéra) vyžaduje opakované absolvování několika kurzů, ale také nákup knih, účast na přednáškách a školeních, nákup audioknih a placených telekonferencí, a nakonec zaplacení licence na jeden rok. Pro obnovení licence v dalším roce je vyžadována účast na nových konferencích. 

Francouzský týdeník L'Express ve svém vyšetřování Access Consciousness popisuje „nejasné a mlhavé řeči, které mnozí svědci odsuzují.“

Tato tzv. terapie byla v posledních dvou letech předmětem asi padesáti zpráv a svědectví pro Meziresortní mise pro ostražitost a boj proti sektářským hnutím (Miviludes). Někteří popisují, jak se žáci náhle odřízli od svého okolí, jiní popisují svůj finanční krach po investování tisíců eur.

### Zvláštní vyšetřování
Vzhledem k prudkému nárůstu počtu praktikantů této praxe koncem roku 2010 ve Francii vyslal časopis Envoyé spécial, vysílaný 20. února 2020, novináře na sedmihodinový kurz Access Bars, který je součástí rekvalifikace, nabízené Pôle emploi (úřadem práce).
Novinářka L'Express Elisa Jadot v únoru 2020 absolvovala kurz Access Bars, ve kterém se mimo jiné měla naučit:
- cvičení na brzlík, pozici, která ji má znovu spojit s energií vesmíru, díky čemuž „zvýší vibrační stav svého těla na vibrační stav své nekonečné bytosti“
- vymítat „démonickou entitu“ zvanou BHCEEMECS
- používání Bar points

Novinářka pak obdržela certifikát, který nemá žádnou hodnotu mimo organizaci Access Bars ve Spojených státech, která jej vydává.